# Flaga Wysp Cooka
Flaga Wysp Cooka przedstawia 15 gwiazd w okręgu - symbolizują jedność piętnastu wysp archipelagu, wiarę w Boga i wzniosłe cele mieszkańców. W kantonie umieszczona jest Flaga Wielkiej Brytanii na znak historycznego związku z Wielką Brytanią (król brytyjski jest głową państwa Wysp Cooka).
Od 1973 do 1979 Wyspy Cooka używały innej flagi - zielonej z żółtymi gwiazdami w okręgu.
Przyjęta 4 sierpnia 1979 roku. Proporcje 1:2.

## Historyczne warianty flagi

Flaga królestwa Rarotonga w latach 1858–1888
Flaga królestwa Rarotonga w latach 1888–1893
Flaga Federacji Wysp Cooka(inne języki) z lat 1891–1901
Propozycja flagi Wysp Cooka z 1973 roku
Flaga z lat 1973–1979